# 深溝城
深溝城（ふこうずじょう）は、愛知県額田郡幸田町深溝にあった戦国時代から江戸時代初期の日本の城。

## 歴史

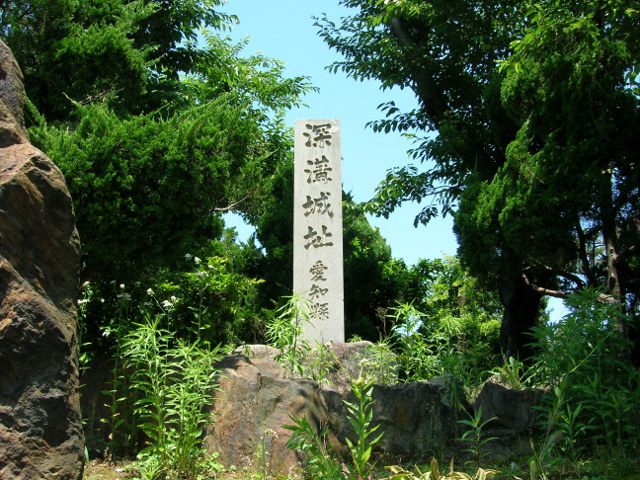
石碑「深溝城址」

大庭氏により、寛喜3年（1231年）、あるいは正慶元年（1332年）に築城とも言われるが、築城年代は不明である。この深溝城を松平信光（寛正6年（1465年）説）、または松平忠定が奪取した（深溝紀略、大永3年（1524年）説）という。他に永正2年（1505年）説。
『三河物語』、東照宮御実紀などには、大庭氏の登場はおろか、深溝城の奪取についても一切記載がなく、松平氏が深溝城を拠点とする以前については不明である。
『宗長日記』には、大永6年（1526年）、「松平大炊助宿所連歌。沢のうへの山たちめぐる春田かな此所の様なるべし。」と記載がある。
三河物語に、三河一向一揆の項目で、不高須（深溝）之松平主殿之助（伊忠）殿、と記載ある。
深溝城は松平氏のものとなり、吉良氏との戦いの拠点になった。代々深溝城主になった一族を深溝松平家という。それから城主は二代目好景、三代目伊忠、四代目家忠、五代目忠利と続き、慶長19年（1614年）に忠利が三河吉田藩の吉田城へ移った事で、深溝城の深溝松平氏の支配は終わる。元和元年（1615年）、深溝城は廃城となり、以後陣屋と称した。

## 現在の深溝城址
明治維新を迎えて陣屋も廃され、昭和に入って民間に売却され工場用地となった。現在はその一角に看板と記念碑が建っているだけである。石垣のようなものも窺えるが、建物などは跡形もない。そのため、当時の構造が全く分からない状態となっている。
幸田町郷土資料館には深溝城の模型が展示されているほか、陣屋絵図の写しを所蔵している。